# José Buenaventura Terceiro Lomba
José Buenaventura Terceiro Lomba (Santiago de Compostel·la, La Corunya, 1943) és un economista espanyol, catedràtic d'economia aplicada de la Universitat Complutense de Madrid i membre de la Reial Acadèmia Espanyola (RAE).

## Biografia
Llicenciat en economia a la Universitat Complutense de Madrid, on fou deixeble de Luis Ángel Rojo Duque. Des de 1965 fou professor d'aquesta Universitat. De 1977 a 1979 fou president de l'Institut Nacional del Llibre, de 1980 a 1981 subsecretari de la Presidència del Govern, Conseller Nacional d'Educació i vicepresident del Centre d'Estudis Constitucionals.
Ha estat membre del consell assessor de la Fundació Galícia Europa, així com de les empreses Iberia LAE, Grupo Prisa, conseller d'El País i president de la Fundació Focus Abengoa SA i vicepresident d'Abengoa. El 2000 va obtenir el Premi Rei Jaume I d'Economia.
Va redactar el primer Diccionario de Economía (1970) en castellà. Interessat en l'impacte de la revolució digital en la societat i la cultura, el 1997 fou finalista del Premi Nacional d'assaig de les Lletres Espanyoles amb el llibre Socied@d digit@l. Del homo sapiens al homo digitalis. Fou escollit per ocupar la cadira f de la Reial Acadèmia Espanyola el 14 de juny de 2012 i va prendre possessió del mateix el 18 de novembre de 2012 amb un discurs titulat «Entorno institucional económico», que va ser respost per Juan Luis Cebrián, també un dels que el presentaren junt a Francisco Rodríguez Adrados i Luis Goytisolo.

## Obres
- Diccionario de economía. Teoría y aplicación a España (1970)
- Digitalismo: el nuevo horizonte sociocultural amb Gustavo Matías Clavero, Taurus Ediciones, 2001. ISBN 84-306-0433-2
- Socied@d digit@l. Del homo sapiens al homo digitalis, Alianza Editorial, 1996. ISBN 84-206-9465-7
- El futuro actual: Primeras Jornadas sobre la Sociedad Digital coord. por Gustavo Matías Clavero; José B. Terceiro Lomba (ed. lit.) Fundación Caixa Galicia, 1996. ISBN 84-89231-21-4
- Estructura económica: teoría general y técnicas básicas Ediciones Pirámide, 1976. ISBN 84-368-0040-0